# جيمس أورورك
جيمس أورورك (بالإنجليزية: James O'Rourke)‏ هو راكب الكنو أمريكي، ولد في 4 مايو 1915، وتوفي في 21 نوفمبر 1983.

## وصلات خارجية
- جيمس أورورك على موقع أوليمبيديا (الإنجليزية)